# Stearns (Kentucky)
Stearns és una concentració de població designada pel cens al sud de l'estat de Kentucky. Segons el cens del 2000 tenia 1.586 habitants.

## Demografia
Segons el cens del 2000 Stearns tenia 1.586 habitants, 641 habitatges, i 464 famílies. La densitat de població era de 153,1 habitants/km².
Dels 641 habitatges en un 30,7% hi vivien nens de menys de 18 anys, en un 51% hi vivien parelles casades, en un 14,7% dones solteres, i en un 27,6% no eren unitats familiars. En el 26,2% dels habitatges hi vivien persones soles l'11,5% de les quals corresponia a persones de 65 anys o més que vivien soles. El nombre mitjà de persones vivint en cada habitatge era de 2,46 i el nombre mitjà de persones que vivien en cada família era de 2,92.
Per edats la població es repartia de la següent manera: un 24% tenia menys de 18 anys, un 8,6% entre 18 i 24, un 28% entre 25 i 44, un 27,3% de 45 a 60 i un 12,1% 65 anys o més.
L'edat mediana era de 38 anys. Per cada 100 dones de 18 o més anys hi havia 85,4 homes.
La renda mediana per habitatge era de 20.833$ i la renda mediana per família de 26.667 $. Els homes tenien una renda mediana de 21.546 $ mentre que les dones 18.750 $. La renda per capita de la població era d'11.037 $. Entorn del 14,1% de les famílies i el 22,3% de la població estaven per davall del llindar de pobresa.

## Poblacions properes
El següent diagrama mostra les poblacions més properes.